# Nataly Campusano
Nataly del Carmen Campusano Díaz (Valparaíso, 18 de julio de 1990) es una licenciada en ciencias jurídicas y política feminista chilena, militante del Frente Amplio. Fue consejera regional en la Región de Valparaíso.

## Biografía
Nataly Campusano nació en Valparaíso, vivió gran parte de su infancia y adolescencia en el Cerro Los Placeres. Su enseñanza media la realizó en el Instituto Técnico Profesional Marítimo de Valparaíso, estando en este liceo fue que comenzó su activismo político, involucrándose en la Revolución pingüina del año 2006, y más tarde, el año 2008, asumió la dirigencia estudiantil del establecimiento.[cita requerida]

## Trayectoria política

### Dirigencia universitaria
Posteriormente, también participó en la Movilización estudiantil en Chile de 2011. Ya estudiando derecho en la sede de Viña del Mar de la Universidad Andrés Bello (UNAB), Nataly comenzó a militar en la organización estudiantil Izquierda Autónoma y el año 2014 convirtió en delegada de la Federación de Estudiantes (FEV-UNAB), rol desde el cual colaboró en la ayuda social tras el gran incendio de Valparaíso que tuvo lugar en abril de ese mismo año.
A fines del año 2014, Nataly fue candidata en la lista de federación "Vamos por más UNAB" en el cargo de presidenta. Las elecciones fueron en los primeros días octubre y la lista "Vamos por más" ganó por 1557 votos (57,2%), en contra de la "Hacer para crecer" que obtuvo 1102 votos (40,4%). De esta forma, Nataly Campusano ocupó el cargo de presidenta de federación desde fines de 2014 hasta fines del año 2016.
En su gestión federativa, Campusano criticó la política de la gratuidad en la educación que excluyó a los estudiantes de universidades privadas, que en sus palabras, eran los más vulnerables. Además, denunció la persecución política al interior de la UNAB y el intervencionismo en los procesos democráticos al interior del campus de Viña del Mar. En agosto de 2016 sobrevino otra conflicto importante, el grupo Laureate reconocía en la bolsa de Estados Unidos su condición de tener fines de lucro, lo que fue duramente criticado por los dirigentes estudiantiles, especialmente por Nataly Campusano, ya que el grupo económico era el administrador de distintas instituciones educativas del país, entre ellas la propia UNAB.

### Consejera regional
En mayo de 2016 tuvo lugar el quiebre de Izquierda Autónoma. En este proceso político, Nataly Campusano compartió la postura política de Gabriel Boric, Jorge Sharp y Gonzalo Winter, entre otros dirigentes, junto a los cuales dieron a conocer una declaración pública en la que explicaban los motivos de la irreconciliable separación y el anuncio de la creación de un nuevo referente político, el cual sería conocido más tarde como Movimiento Autonomista.
El año 2017, tras egresar de la carrera de derecho, comenzó a trabajar como abogada en un estudio jurídico. A mediados de ese mismo año, se anunciaría su candidatura como consejera regional para la circunscripción de Valparaíso 2. Las elecciones se llevaron a cabo el día 19 de noviembre, y tuvieron como resultado una sólida victoria.
Uno de los primeros logros de su gestión y del resto de consejeros regionales miembros del Frente Amplio, fue la creación de la Comisión de Género. Ese mismo año tendría lugar la confluencia de distintos movimientos políticos, entre los cuales estaban el Movimiento Autonomista, Izquierda Libertaria y Nueva Democracia, para dar forma a Convergencia Social.[cita requerida]
En agosto de 2020, Convergencia Social definió a Campusano como su candidata al cargo de Gobernador Regional en las primarias internas del Frente Amplio. La elección se llevó a cabo el 29 de noviembre de ese mismo año, y tuvo como resultado la victoria del contrincante independiente Rodrigo Mundaca, obteniendo casi dos tercios de los votos, en contraste con Campusano que reunió un 30% de los mismos.
El año siguiente, Nataly ratificó su intención de ir por la reelección en el cargo de consejera regional. La elección se llevó a cabo el 21 de noviembre del año 2020, siendo electa por el doble de votos que en la primera instancia, convirtiéndose en la primera mayoría de la circunscripción de Valparaíso 2.
La reelecta core ha tenido un estrecho trabajo de colaboración con la actual primera dama Irina Karamanos, escribiendo columnas de opinión en conjunto sobre política de actualidad y presentándole proyectos de innovación para la región.

## Historial electoral

### Elecciones de consejeros regionales de 2017
- Elecciones de consejero regional por la circunscripción Valparaíso II (Casablanca, Juan Fernández y Valparaíso)[17]

| Candidato                | Pacto                                | Partido | Votos  | %    | Resultados |
| ------------------------ | ------------------------------------ | ------- | ------ | ---- | ---------- |
| Eugenio González Bernal  | Chile Vamos                          | UDI     | 14 744 | 12,8 | Consejero  |
| Nataly Campusano Díaz    | Frente Amplio                        | ILI     | 10 847 | 9,5  | Consejera  |
| Jairo Jorquera Hernández | Frente Amplio                        | RD      | 9 452  | 8,2  |            |
| Manuel Murillo Calderón  | Por un Chile Justo y Descentralizado | PPD     | 9 116  | 7,9  | Consejero  |
| Evelyn Mansilla Muñoz    | Chile Vamos                          | RN      | 8 235  | 7,2  |            |
| Roberto Burgos González  | Unidos por la Descentralización      | PDC     | 6 066  | 5,3  | Consejero  |
| Marcelo Pozo Cerda       | Independiente (Fuera de pacto)       | Ind.    | 5 796  | 5,1  |            |
| Alicia Zúñiga Valencia   | Por un Chile Justo y Descentralizado | PCCh    | 5 620  | 4,9  |            |

### Primarias para gobernadores regionales de 2020
- Primarias de Gobernadores Regionales del Frente Amplio de 2020, para la Región de Valparaíso[18]

|  | 63,92 % |

|  | 29,44 % |

|  | 6,63 % |

### Elecciones de consejeros regionales de 2021
- Elecciones de consejero regional por la circunscripción Valparaíso II (Casablanca, Juan Fernández y Valparaíso)[19]

| Candidato                  | Pacto                         | Partido | Votos  | %     | Resultados |
| -------------------------- | ----------------------------- | ------- | ------ | ----- | ---------- |
| Nataly Campusano Díaz      | Frente Amplio                 | CS      | 18 838 | 15,30 | Consejera  |
| Manuel Murillo Calderón    | Unidad Constituyente          | PPD     | 9 121  | 7,41  | Consejero  |
| Iván Soto Munizaga         | Republicanos e Independientes | PRCh    | 6 462  | 5,25  | Consejero  |
| Roberto Burgos González    | Democracia Ciudadana          | PDC     | 5 125  | 4,16  |            |
| María González Silva       | Chile Vamos                   | UDI     | 5 046  | 4,10  |            |
| Aquiles Carvajal Araya     | Por un Chile Digno            | PCCh    | 4 611  | 3,74  |            |
| Andrea Silva Alarcón       | Por un Chile Digno            | PCCh    | 3 894  | 3,16  |            |
| Paula Rosso Montenegro     | Frente Amplio                 | ILAV    | 3 866  | 3,14  |            |
| José Manuel Lanas Quiñones | Frente Amplio                 | ILAV    | 1 371  | 1,11  | Consejero  |